# Гришин, Василий Семёнович
Василий Семёнович Гришин (2 февраля 1920 года, Рязанская область — 17 мая 1989 года[где?]) — командир отделения взвода пешей разведки 144-го отдельного батальона морской пехоты, старший сержант.

## Биография
Родился 2 февраля 1920 года в деревне Приянки Ряжского уезда Рязанской губернии, Кораблинского района Рязанской области. Окончил 5 классов Кораблинской неполной средней школы. С июня 1935 по сентябрь 1936 года жил в родном селе и работал в колхозе «Наша семья». После окончания курсов трактористов с сентября 1936 года работал в Кораблинской МТС.
В декабре 1939 года был призван Красную Армию. Служил механиком 38-го легкотанковой бригады Западного особого военного округа.
В боях Великой Отечественной войны с ноября 1941 года. Воевал в должности механика 32-й танковой бригады на Центральном фронте. В марте 1942 года Гришин был ранен, до июля проходил лечение в госпитале. С июля 1942 года воевал на Закавказском и Северо-Кавказском фронтах: командиром отделения 98-го отдельного заградотряда, автоматчиком в стрелковой дивизии. 19 ноября 1943 года взвод автоматчиков, среди которых находился Гришин, высадился под город Керчь. Был ранен, но поля боя не покинул, награждён медалью «За боевые заслуги». В январе 1944 года, пройдя курс лечения в одном из госпиталей города Сочи, был направлен в 83-ю Новороссийскую отдельную морскую бригаду.
2 марта 1944 года в районе в 20 км севернее города Керчь командир отделения взвода пешей разведки 144-го отдельного батальона морской пехоты старший сержант Гришин в ночном поиске взял в плен обер-ефрейтора.
В ночь на 23 марта 1944 года разведчики предприняли ещё одну попытку. Гришин входил в состав разведывательной группы, совершавшей поход 18 км севернее г. Керчь. До этого 3 дня наблюдали за передним краем противника, высматривая слабые места. На четвертую ночь пошли 12 человек: 8 — прикрытие, 4 — в группе захвата. Разведчики проползли проходом, заранее проделанным в минном поле и проволочном заграждении. По сигналу ворвались в окоп боевого охранения. Взяли в плен двух «языков», сообщивших ценные сведения.
Приказом от 25 марта 1944 года старший сержант Гришин Василий Семёнович награждён орденом Славы 3-й степени.
Приказом от 26 марта 1944 года старший сержант Гришин Василий Семёнович награждён орденом Славы 2-й степени.
В 1944 году был принят в члены ВКП. 7-9 мая 1944 года в боях западнее города Балаклавы командир взвода пешей разведки старший сержант Гришин с подчиненными уничтожил свыше десяти и взял в плен 7 противников.
Указом Президиума Верховного Совета СССР от 24 марта 1945 года за исключительное мужество, отвагу и бесстрашие, проявленные на заключительном этапе Великой Отечественной войны в боях с вражескими захватчиками старший сержант Гришин Василий Семёнович награждён орденом Славы 1-й степени. Стал полным кавалером ордена Славы.
Войну закончил в Австрии. С августа по ноябрь 1945 года служил помощником командира взвода 190-го запасного стрелкового полка. В этом же году старшина Гришин был демобилизован.
Вернулся в родной колхоз. С марта 1946 года жил в селе Пехлец Кораблинского района. Работал бригадиром тракторной бригады: с марта 1946 по апрель 1958 года в Кораблинской МТС, затем в колхозе им. Чапаева, с января 1960 года — механик того же колхоза. С 1961 года проживал с семьей в деревне Фролово Кораблинского района.
Осенью 1961 года попал в автомобильную аварию со смертельным исходом. Был исключен из партии, осужден на 10 лет лишения свободы с отбыванием срока в исправительно-трудовой колонии усиленного режима. По свидетельству односельчан, за рулем во время аварии находился не Василий Семёнович, он лишь был рядом с шофером. Гришин взял вину на себя, чтобы избавить от сурового наказания молодого колхозника. Через три года был амнистирован и вернулся домой.
Работал помощником бригадира тракторной бригады в колхозе имени Чкалова. Жил в деревне Фролово Кораблинского района. Скончался 17 мая 1989 года. Похоронен на кладбище села Пехлец Кораблинского района.
Награждён орденами Отечественной войны 1-й степени, Славы 3-х степеней, медалями.
На здании Пехлецкого сельского Дома культуры, в честь В. С. Гришина, установлена мемориальная доска.